# Сіраджуддін Хамід Юсеф
Сіраджуддін Хамід Юсеф (Sirajuddin Hamid Yousuf) — суданський дипломат. Надзвичайний і Повноважний Посол Судана в РФ та в Україні за сумісництвом (2009—2010).

## Життєпис
У 1979 році закінчив Університет Хартума, Здобув ступінь магістра в галузі міжнародного права з Університет Преторії (ПАР) у 2002 році.
Сіраджуддін Хамід Юсеф був обраний членом Національних Зборів Судану, де представляв виборчий округ Аділя, був головою Комітету з прав людини та громадських обов'язків суданського парламенту.
У період з 2001 по 2005 роки служив послом Судану в Уганді, Бурунді і Руанді.
З 2006 по січень 2008 року, був директором Департаменту миру і гуманітарних питань, а потім був призначений на посаду директора департаменту кризового управління в Міністерство закордонних справ Судану.
З 2008 по 2010 рр. — Надзвичайний і повноважний посол Республіки Судан в РФ та в Україні за сумісництвом.
1 грудня 2009 року — вручив вірчі грамоти Президенту України Віктору Ющенку.
У 2016 — 2022 роках — Надзвичайний та Повноважний Посол Судану в Індії.